# Nick Lampson

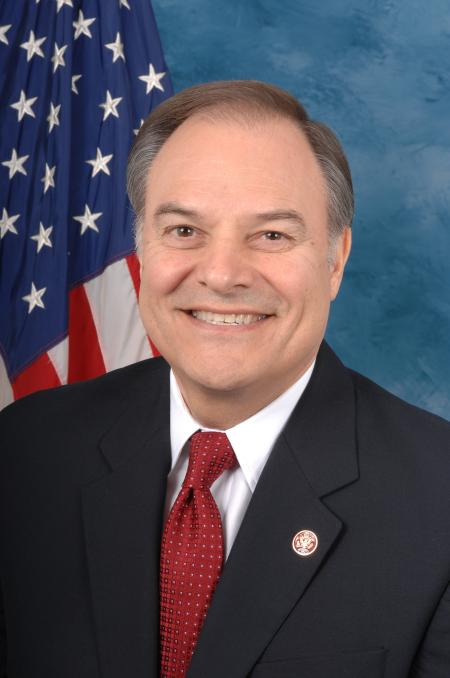
Nick Lampson (2007)

Nicolas Valentino „Nick“ Lampson (* 14. Februar 1945 in Beaumont, Texas) ist ein US-amerikanischer Politiker. Zwischen 1997 und 2005 sowie nochmals von 2007 bis 2009 vertrat er den Bundesstaat Texas im US-Repräsentantenhaus.

## Werdegang
Nick Lampson besuchte die öffentlichen Schulen seiner Heimat einschließlich der South Park High School, an der er 1964 sein Examen machte. Danach studierte er bis 1971 an der Lamar University in seiner Heimatstadt Beaumont. In den folgenden Jahren arbeitete er als Lehrer. Zwischen 1977 und 1995 war er Grundsteuereinzieher im Jefferson County. Gleichzeitig schlug er als Mitglied der Demokratischen Partei eine politische Laufbahn ein.
Bei den Kongresswahlen des Jahres 1996 wurde Lampson im neunten Wahlbezirk von Texas in das US-Repräsentantenhaus in Washington, D.C. gewählt, wo er am 3. Januar 1997 die Nachfolge des Republikaners Steve Stockman antrat. Nach drei Wiederwahlen konnte er bis zum 3. Januar 2005 vier Legislaturperioden im Kongress absolvieren. In diese Zeit fielen die Terroranschläge am 11. September 2001, der Irakkrieg und der Militäreinsatz in Afghanistan. Im Jahr 2004 wurde er nicht bestätigt.
Zwei Jahre später, 2006, wurde Lampson im 22. Distrikt seines Staates erneut in den Kongress gewählt, wo er zwischen dem 3. Januar 2007 und dem 3. Januar 2009 eine weitere Amtszeit verbringen konnte. Im Jahr 2008 wurde er nicht wiedergewählt. Im Jahr 2012 kandidierte er im neugegliederten 14. Distrikt von Texas erfolglos für seine Rückkehr in den Kongress. Dabei unterlag er gegen Randy Weber.